# 蔡佳葳
蔡佳葳 (英語：Charwei Tsai，1980年10月1日—)，台灣藝術家。

## 生平
1980年出生於台灣台北，就讀台北美國學校, 2002年畢業於羅德島設計學院，獲得工業設計、美術和建築史藝術學士學位。在2010年在巴黎國立高等美術學院完成了研究生課程。
2002年蔡佳葳搬到紐約市。她在Printed Matter做了一份兼職工作，並在西藏之家做志願者，在那裡她對佛教哲學產生了興趣。2004年進入蔡國強工作室擔任助理，受到啟蒙而開始藝術創。
2005年以作品《花咒》入選由位於巴黎的卡地亞當代藝術基金會舉辦的「夢想」聯展。2005年與馬唯中合辦藝術半年刊《Lovely Daze》，於多國發售，提供藝術家發聲的平台，也是發表世界各地藝術家作品和藝術的策展期刊。
現居在台北、巴黎兩地。曾多次參與國際展覽。目前於高雄市立美術館有收藏其作品。

## 外部連結
- 陸府生活美學教育基金會：【兩界】蔡佳葳個展 （页面存档备份，存于）
- 透過藝術家蔡佳葳的創作思考，探索文化信仰和生活藝術的關係-Asiatatler （页面存档备份，存于）